# Muhammad Akhtar
Muhammad Akhtar (ur. 11 września 1930 w Amritsarze) – pakistański zapaśnik walczący w stylu wolnym. Dwukrotny olimpijczyk. Szósty w Rzymie 1960; odpadł w eliminacjach w Tokio 1964. Walczył w kategorii 63 kg.
Brązowy medalista na mistrzostwach świata w 1959. Wicemistrz igrzysk azjatyckich w 1958 i 1962. Triumfator igrzysk Imperium Brytyjskiego i Wspólnoty Brytyjskiej w 1958, 1962 i 1966 roku.